# 人民陆军
《人民陆军》是中国人民解放军陆军政治工作部主办的报纸，为陆军党委机关报，2016年5月28日创刊。该报是中国人民解放军陆军唯一向基层发行的报纸。

## 简介
1937年12月11日，根据晋察冀军区司令员聂荣臻的指示，晋察冀军区正式创办《抗敌报》，舒同题写报头。是中国共产党及其领导下的军队在华北敌后抗日根据地创办最早、坚持时间最长的报纸。起初《抗敌报》稿件来源较少，仅几个编辑兼记者负责采访，少量通讯员供稿，选用国民政府中央社及苏联的广播稿。《抗敌报》的主要撰稿人之一邓拓同时主持中共晋察冀省委党刊《战线》编辑工作，沙飞和邓拓关系密切。当时因抗日根据地物资短缺，《抗敌报》采用黄毛边纸，出石印三日刊，四开单面、两版，发行1000份，通过军邮及地方抗日动员委员会沿村免费赠送。自1938年1月20日第12期起，改用新闻纸，扩为四版，内容包括社论、专刊、通讯、漫画等，发行量渐增。1938年1月24日起，增出周刊《抗敌副刊》，只向军内发行，内容为八路军的生活及作战经验，不久改为《抗敌》三日刊。《抗敌》三日刊后更名为《子弟兵》报，先后由晋察冀军区、华北军区领导，为华北军区《华北解放军》报的前身。 
1949年8月1日，华北军区《华北解放军》创刊。1955年9月14日停刊。1955年10月1日复刊并更名为《战友报》，为北京军区党委机关报，内部发行。1976年7月，报道唐山大地震并创办《抗震前线》快报。1985年10月1日，启用邓小平题写的报头。2008年8月北京奥运会期间，创办《奥运礼宾快报》。2009年中华人民共和国成立60周年阅兵，创办《阅兵快报》。2016年1月15日，随着北京军区撤销而正式停刊。
2016年3月20日，中央军委改革领导小组下发批复，原北京军区政治部战友报社改名为人民陆军报社，隶属中国人民解放军陆军政治工作部。此后，中央军委政治工作部宣传局、陆军政治工作部向国家新闻出版广电总局提出出版《人民陆军》报的申请。2016年4月22日，国家新闻出版广电总局下发许可证，陆军政治工作部即向国家邮政局申请发行，向北京市报刊发行局备案。2016年5月28日，《人民陆军》报正式面世。该报社负责人张长春表示：“报纸的读者群，主要是面对陆军部队，有各战区陆军、新疆军区、西藏军区、北京卫戍区、陆军直属单位、陆军机关和直属队。”创刊初期，《人民陆军》每周五期，对开四版，全彩印刷，在中华人民共和国设八个印刷点。

## 历任社长
- 张长春（2016年—）[8]